# Золотий кубок КОНКАКАФ 2009 (кваліфікація)
У фінальній стадії Золотого кубку КОНКАКАФ мали зіграти 12 команд, які були визначені таким шляхом:
- Представники північноамериканської зони ( США,  Канада і  Мексика) отримали путівки у фінальний турнір автоматично.

Інші 9 учасників були визначені за результатами двох зональних турнірів — Карибського кубка 2008 (4 місць) і Кубка націй Центральної Америки 2009 (5 місць).

## Карибська зона
| Команда           | М | В | Н | П | ГЗ | ГП | РГ | О |
| ----------------- | - | - | - | - | -- | -- | -- | - |
| Куба              | 3 | 2 | 0 | 1 | 5  | 2  | +3 | 6 |
| Гваделупа         | 3 | 1 | 1 | 1 | 6  | 6  | 0  | 4 |
| Гаїті             | 3 | 1 | 1 | 1 | 4  | 4  | 0  | 4 |
| Антигуа і Барбуда | 3 | 0 | 2 | 1 | 3  | 6  | -3 | 2 |

| Команда           | М | В | Н | П | ГЗ | ГП | РГ | О |
| ----------------- | - | - | - | - | -- | -- | -- | - |
| Ямайка            | 3 | 2 | 1 | 0 | 7  | 2  | +5 | 7 |
| Гренада           | 3 | 2 | 0 | 1 | 6  | 7  | -1 | 6 |
| Тринідад і Тобаго | 3 | 1 | 1 | 1 | 4  | 4  | 0  | 4 |
| Барбадос          | 3 | 0 | 0 | 3 | 4  | 8  | -4 | 0 |

## Центральноамериканська зона
| М | Команда   | І | В | Н | П | МЗ | МП | РМ | О | Кваліфікація або пониження в класі       |
| - | --------- | - | - | - | - | -- | -- | -- | - | ---------------------------------------- |
| 1 | Гондурас  | 3 | 3 | 0 | 0 | 8  | 2  | +6 | 9 | Кваліфіковані на Золотий кубок           |
| 2 | Сальвадор | 3 | 1 | 1 | 1 | 5  | 4  | +1 | 4 | Кваліфіковані на Золотий кубок           |
| 3 | Нікарагуа | 3 | 0 | 2 | 1 | 3  | 6  | −3 | 2 | Плей-оф за право виходу на Золотий кубок |
| 4 | Беліз     | 3 | 0 | 1 | 2 | 3  | 7  | −4 | 1 |                                          |

| М | Команда    | І | В | Н | П | МЗ | МП | РМ | О | Кваліфікація або пониження в класі       |
| - | ---------- | - | - | - | - | -- | -- | -- | - | ---------------------------------------- |
| 1 | Коста-Рика | 2 | 2 | 0 | 0 | 6  | 1  | +5 | 6 | Кваліфіковані на Золотий кубок           |
| 2 | Панама     | 2 | 1 | 0 | 1 | 1  | 3  | −2 | 3 | Кваліфіковані на Золотий кубок           |
| 3 | Гватемала  | 2 | 0 | 0 | 2 | 1  | 4  | −3 | 0 | Плей-оф за право виходу на Золотий кубок |

### Матч за 5-те місце
| 29 січня 2009 19:30 (UTC−6) |

| Нікарагуа       | 2–0      | Гватемала |
| --------------- | -------- | --------- |
| Вілсон 39', 85' | Протокол |           |

| «Тібурсіо Каріас Андіно», Тегусігальпа Глядачів: 150 Арбітр: Оскар Монкада (Гондурас) |

## Кваліфіковані команди

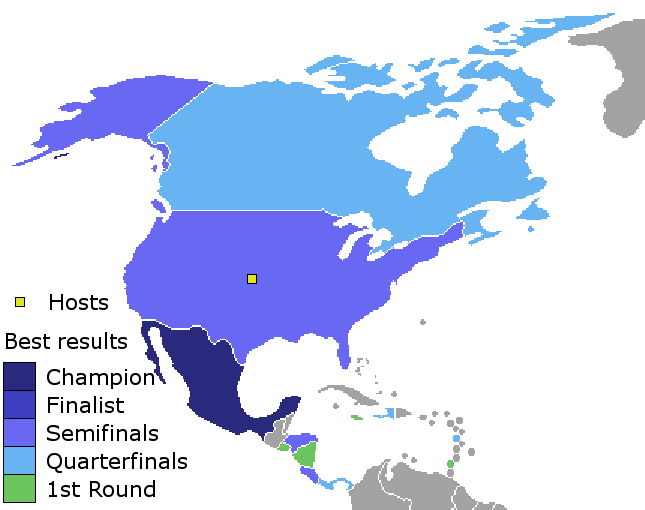
Учасники турніру

| Збірна                      | Кваліфікувіалась                                | Участь                    |
| Північноамериканська зона   | Північноамериканська зона                       | Північноамериканська зона |
| --------------------------- | ----------------------------------------------- | ------------------------- |
| США                         | Господарі                                       | 10-та                     |
| Мексика                     | Автоматично                                     | 10-та                     |
| Канада                      | Автоматично                                     | 9-та                      |
| Карибська зона              |                                                 |                           |
| Ямайка                      | Переможець Карибського кубка 2008               | 7-ма                      |
| Гренада                     | 2 місце на Карибському кубку 2008               | 1-ша                      |
| Гваделупа                   | 3 місце на Карибському кубку 2008               | 2-га                      |
| Гаїті                       | 5 місце на Карибському кубку 2008               | 4-та                      |
| Центральноамериканська зона |                                                 |                           |
| Панама                      | Переможець Кубка націй Центральної Америки 2009 | 4-та                      |
| Коста-Рика                  | 2 місце на Кубку націй Центральної Америки 2009 | 9-та                      |
| Гондурас                    | 3 місце на Кубку націй Центральної Америки 2009 | 9-та                      |
| Сальвадор                   | 4 місце на Кубку націй Центральної Америки 2009 | 6-та                      |
| Нікарагуа                   | 5 місце на Кубку націй Центральної Америки 2009 | 1-ша                      |

1. ↑   Куба зайняла на Карибському кубку 2008 року четверте місце і кваліфікувалась на Золотий кубок КОНКАКАФ, проте відмовилась від участь по політичним причинам[1][2]. Замість неї на турнір була включена збірна Гаїті, що зайняла п'яте місце[3]